# Torny-le-Grand
Torny-le-Grand är en ort och tidigare kommun i distriktet Glâne i kantonen Fribourg, Schweiz.
1 januari 2004 slogs Torny-le-Grand ihop med Middes till den nya kommunen Torny.